# 何斯德
何斯德（1861年7月23日—1946年5月11日），原名迪克森·愛德華·何斯德（Dixon Edward Hoste），内地会来华英国籍传教士。剑桥七杰之一。

## 生平
1883年，何斯德申请加入内地会来华传教，1885年被派遣来华，在山西省曲沃县传教，次年被戴德生按立为牧师，并调往洪洞。1902年，接替戴德生担任中国内地会总监一职，到1935年，长达33年。退休后继续居住在中国，抗日战争期间曾被日军关押。1945年返回英国。1946年5月11日在伦敦去世。